# Нове Обєзеже
Нове Обєзеже (пол. Nowe Objezierze, нім. Groß Wubiser) — село в Польщі, у гміні Моринь Грифінського повіту Західнопоморського воєводства.
Населення — 208 осіб (2011).
У 1975-1998 роках село належало до Щецинського воєводства.

## Демографія
Демографічна структура станом на 31 березня 2011 року:
|          | Загалом | Допрацездатний вік | Працездатний вік | Постпрацездатний вік |
| -------- | ------- | ------------------ | ---------------- | -------------------- |
| Чоловіки | 107     | 22                 | 78               | 7                    |
| Жінки    | 101     | 20                 | 61               | 20                   |
| Разом    | 208     | 42                 | 139              | 27                   |